# 宋岗乡
宋岗乡，是中华人民共和国河南省驻马店市新蔡县下辖的一个乡镇级行政单位。

## 行政区划
宋岗乡下辖以下地区：
宋岗村、后杨庄村、曾营村、许庄村、王里店村、宋楼村、长杨庄村、腰庄村、王湾村、沈寨村、刘寨村、汪庄村、杜湾村和蛤蜊滩村。